# Cuộc đại di cư

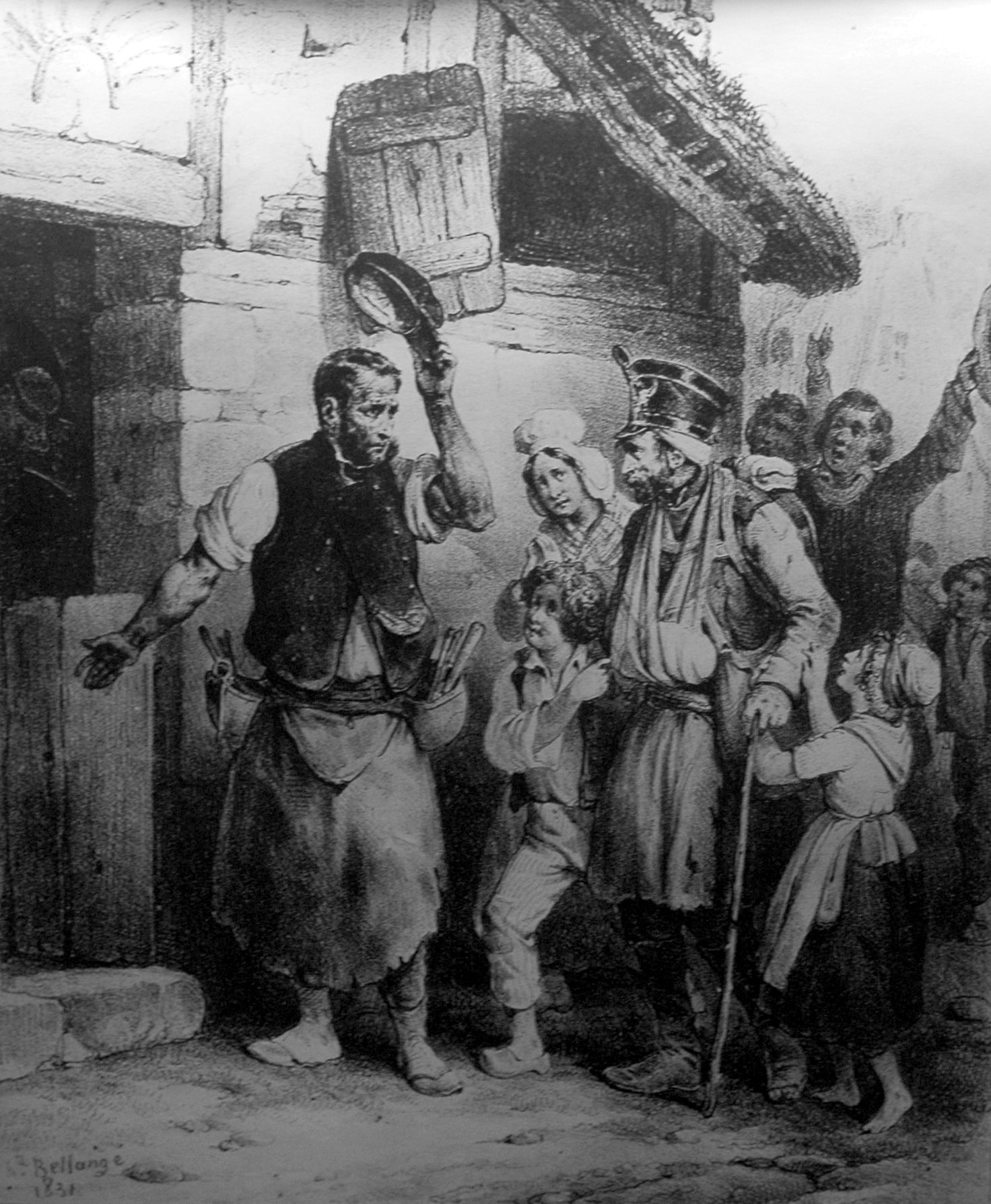
Một người tị nạn Ba Lan, tranh khắc họa ở thế kỷ 19

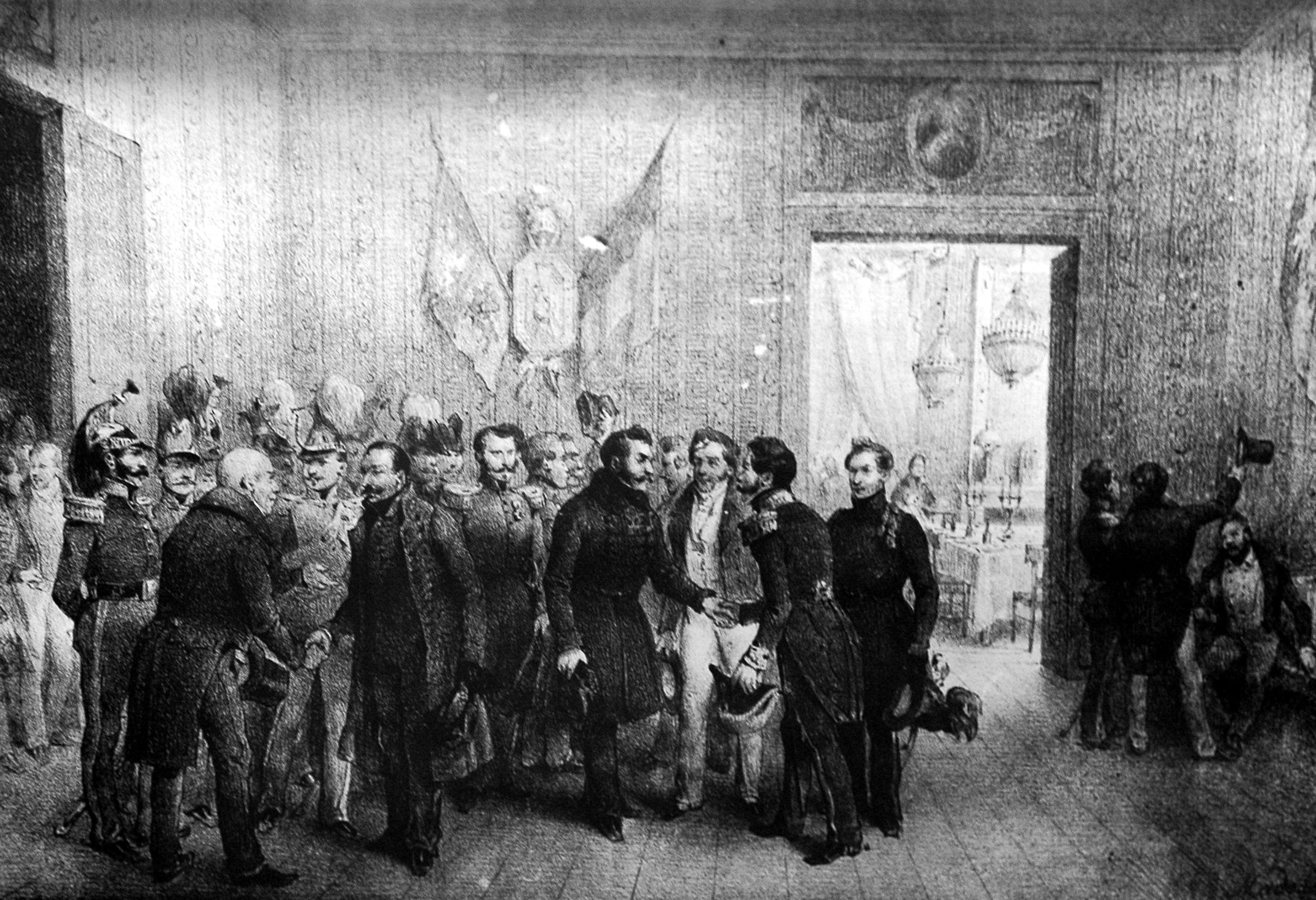
Người tị nạn Ba Lan ở Bỉ, tranh khắc họa ở thế kỷ 19

Cuộc đại di cư (tiếng Ba Lan: Wielka Emigracja), là một trong những cuộc đại tản cư lớn nhất trong lịch sử Ba Lan, bao gồm cả thường dân và giới tinh hoa Ba Lan từ 1831 tới 1870, sau một loạt các cuộc nổi dậy chống sự đàn áp tàn bạo của Đế quốc Nga trong lịch sử. Mặc dù nó có phần bị phóng đại do số lượng người tị nạn thuộc giới tinh hoa chưa lên tới 6.000 người, song trong số họ còn có cả những binh lính, các sĩ quan và những nghị sĩ thuộc Hạ viện Ba Lan và cả các tù nhân chính trị chạy trốn khỏi Nga.

## Di cư sau thời kỳ phân chia
Từ cuối thế kỷ 18, nhiều người Ba Lan hoạt động chính trị chủ yếu đều đi sống lưu vong. Sự thể này là do các chiến dịch phân chia Ba Lan bởi Nga, Phổ và Áo khiến cho Liên bang Ba Lan và Lietuva bị xóa sổ năm 1795 và dẫn tới sự vong quốc của người dân Ba Lan. Vì vậy, hầu hết các hoạt động của những tri thức Ba Lan chủ yếu đều ở nước ngoài, nhiều nhất là ở Pháp.

## Sau cuộc nổi dậy tháng 11
Từ năm 1830–1831, cuộc đại di cư thực sự bắt đầu sau cuộc Khởi nghĩa Tháng 11 ở Ba Lan thuộc Nga.
Hầu hết những người tị nạn này đều đã đóng vai trò trong các cuộc nổi dậy về sau ở Ba Lan từ 1846–8 và các cuộc nổi dậy năm 1848 ở khắp châu Âu và sau đó là ở cả Nam Mỹ như Guerra Grande từ 1839-52 và Chiến tranh Krym năm 1853-6 và cuộc Khởi nghĩa tháng Giêng năm 1863-4.
Một số các chính khách Ba Lan tiêu biểu trong khoảng thời gian đó bao gồm Hoàng tử Adam Jerzy Czartoryski, lãnh đạo Chính phủ Ba Lan lưu vong ở Paris (với sứ quán ở London và Istanbul); chính khách Joachim Lelewel; nhạc sĩ Fryderyk Chopin; tam nhà thơ Adam Mickiewicz, Juliusz Słowacki, Cyprian Kamil Norwid, và Zygmunt Krasiński; cùng với Leonard Chodźko, Ignacy Domeyko, Maurycy Mochnacki, Piotr Michałowski, Seweryn Goszczyński, Jozef Bohdan Zaleski, Aleksander Mirecki, Emil Korytko, Antoni Patek, Casimir Gzowski, và Ignacy Szymanski.